# Romain Grégoire
Romain Grégoire (Besançon, 21 de enero de 2003) es un ciclista francés que corre para el equipo Groupama-FDJ.

## Palmarés
2022
- Lieja-Bastoña-Lieja sub-23
- Giro del Belvedere[1]
- Gran Premio Palio del Recioto
- Flecha de las Ardenas
- 1 etapa del Giro de Italia Joven sub-23
- 1 etapa del Tour del Porvenir[2]

2023
- Cuatro Días de Dunkerque, más 1 etapa
- Tour de Limousin, más 2 etapas

2024
- 1 etapa de la Vuelta al País Vasco

2025
- Faun-Ardèche Classic
- 1 etapa de la Vuelta a Suiza
- 2.º en el Campeonato de Francia en Ruta

## Resultados en Grandes Vueltas y Campeonatos del Mundo
| Carrera         | Carrera         | 2022 | 2023 | 2024 | 2025 |
| --------------- | --------------- | ---- | ---- | ---- | ---- |
|                 | Giro de Italia  | —    | —    | —    | —    |
|                 | Tour de Francia | —    | —    | 41.º | 34.º |
|                 | Vuelta a España | —    | 42.º | —    | —    |
| Mundial en Ruta | Mundial en Ruta | —    | —    | 38.º | —    |

―: no participa
Ab.: abandono

## Equipos
- Groupama-FDJ Continental (2022)
- Groupama-FDJ (2023-)